# Bolbina
Bolbina is een geslacht van uitgestorven kreeftachtigen uit de klasse van de Ostracoda (mosselkreeftjes).

## Soorten
- Bolbina crassa Sarv, 1959 †
- Bolbina cupa Schallreuter, 1984 †
- Bolbina divisa Schallreuter, 1985 †
- Bolbina impalpabila Ivanova (V. A.), 1979 †
- Bolbina infinita Schallreuter, 1986 †
- Bolbina kuckersiana (Bonnema, 1909) Sarv, 1959 †
- Bolbina latimarginata (Bonnema, 1909) Sarv, 1956 †
- Bolbina lehtmetsaensis Sarv, 1959 †
- Bolbina major (Krause, 1892) Henningsmoen, 1953 †
- Bolbina minor (Krause, 1892) Henningsmoen, 1953 †
- Bolbina ornata (Krause, 1896) Henningsmoen, 1953 †
- Bolbina plicata (Krause, 1892) Schallreuter, 1973 †
- Bolbina rakverensis Sarv, 1956 †
- Bolbina saxbya Meidla, 1983 †
- Bolbina staufferi (Kay, 1940) Ivanova (V. A.), 1979 †
- Bolbina stephaniae Schallreuter, 1993 †
- Bolbina sudbrocki Schallreuter, 1993 †
- Bolbina valensis Schallreuter, 1984 †
- Bolbina variolaris (Bonnema, 1909) Henningsmoen, 1953 †